# Djibuti nos Jogos Olímpicos de Verão de 2012
Djibuti enviou uma equipe de seis atletas para competir nos Jogos Olímpicos de Verão de 2012, em Londres, na Grã-Bretanha.

## Desempeho

### Atletismo
Masculino
| Atleta     | Evento | Preliminares | Preliminares | Final    | Final   |
| Atleta     | Evento | Marca        | Posição      | Marca    | Posição |
| ---------- | ------ | ------------ | ------------ | -------- | ------- |
| Mumin Gala | 5000 m | 13:21.21     | 10 q         | 13:50.26 | 13      |

Feminino
| Zourah Ali | 400 m | 1:05.37 | 7 | Não avançou |

### Judô
Feminino
| Atleta       | Evento | Fase de 32             | Fase de 16             | Quartas                | Semifinais             | Repescagem             | Repescagem             | Repescagem             | Final                  | Final |
| Atleta       | Evento | Fase de 32             | Fase de 16             | Quartas                | Semifinais             | 1ª fase                | Quartas                | Semifinais             | Final                  | Final |
| Atleta       | Evento | Adversário e resultado | Adversário e resultado | Adversário e resultado | Adversário e resultado | Adversário e resultado | Adversário e resultado | Adversário e resultado | Adversário e resultado | Pos.  |
| ------------ | ------ | ---------------------- | ---------------------- | ---------------------- | ---------------------- | ---------------------- | ---------------------- | ---------------------- | ---------------------- | ----- |
| Sally Raguib | -57 kg |                        |                        |                        |                        |                        |                        |                        |                        |       |

### Natação
Masculino
| Atleta(s)         | Evento     | Eliminatórias | Eliminatórias | Semifinal   | Semifinal   | Final       | Final       |
| Atleta(s)         | Evento     | Tempo         | Posição       | Tempo       | Posição     | Tempo       | Posição     |
| ----------------- | ---------- | ------------- | ------------- | ----------- | ----------- | ----------- | ----------- |
| Abdourahman Osman | 50 m livre | 27.25         | 49º           | Não avançou | Não avançou | Não avançou | Não avançou |

### Tênis de mesa
Individual feminino
| Atleta(s)    | Evento     | Preliminar             | 1ª etapa               | 2ª etapa               | 3ª etapa               | 4ª etapa               | Quartas                | Semifinais             | Final                  |
| Atleta(s)    | Evento     | Adversário e resultado | Adversário e resultado | Adversário e resultado | Adversário e resultado | Adversário e resultado | Adversário e resultado | Adversário e resultado | Adversário e resultado |
| ------------ | ---------- | ---------------------- | ---------------------- | ---------------------- | ---------------------- | ---------------------- | ---------------------- | ---------------------- | ---------------------- |
| Yasmin Farah | Individual |                        |                        |                        |                        |                        |                        |                        |                        |